# Live at the BBC (Gordon Giltrap)
Live at the BBC is een livealbum van Gordon Giltrap. Het album bevat muziek die Giltrap als soloartiest en bandlid maakte gedurende de periode 1971-1979 voor de BBC. Het album is al jaren uit de handel.

## Muziek
| Nr. | Titel                                          | Duur |
| --- | ---------------------------------------------- | ---- |
| 1.  | Awakening/Robes and crowns/From the four winds |      |
| 2.  | Price of experience                            |      |
| 3.  | The tiger                                      |      |
| 4.  | Lucifer’s cage/Revelation                      |      |
| 5.  | Starting all over                              |      |
| 6.  | Catwalk blues                                  |      |
| 7.  | When I see my son                              |      |
| 8.  | The passing of a queen                         |      |
| 9.  | Reflection and despair                         |      |
| 10. | Heartsong                                      |      |
| 11. | Fear of the dark                               |      |

Het volgende album in de reeks van Gordon Giltrap, The brotherhood suite, is mogelijk nog obscuurder. Het was (alleen) een muziekcassette, die werd uitgebracht door Munchkin Records. Het is een instructiealbum, onbekend waarvoor.